# Thera reducta
Thera reducta är en fjärilsart som beskrevs av Joannis 1929. Thera reducta ingår i släktet Thera och familjen mätare. Inga underarter finns listade i Catalogue of Life.